# 나비에-스토크스 존재성과 매끄러움
나비에-스토크스 존재성과 매끈함(Navier–Stokes existence and smoothness) 문제는 나비에-스토크스 방정식의 3차원 강해가 항상 존재하고 매끄러운지에 대한 수학의 미해결 문제이다. 해의 존재성과 매끄러움을 증명하거나 반증(유한 시간안에 폭발하는 해가 존재하는 경우)하면 클레이 수학연구소에서 건 100만 달러를 받는다.
Prove or give a counter-example of the following statement:
In three space dimensions and time, given an initial velocity field, there exists a vector velocity and a scalar pressure field, which are both smooth and globally defined, that solve the Navier–Stokes equations.

아래 문제를 증명하거나 반례를 제시하라:
3차원 공간과 시간에서 초기 속도 장이 주어졌을 때 하나의 벡터 속도와 하나의 스칼라 압력장이 존재하여 모두 매끄럽고 전역적으로 정의되는 나비에-스토크스 방정식의 해가 존재한다.

## 부분적인 결과
- 2차원의 해는 올가 라젠스카야가 전역적인 매끄러운 강해의 존재를 증명했다.
- 1934년에 장 르레가 약해(Weak solution)의 존재성을 증명했다.
- 3차원 문제에서 유한시간 동안은 전역적으로 매끄러운 해가 존재한다. 폭발하는 해가 존재한다면, 그 이후의 거동은 알려지지 않았다.

## 같이 보기
- 수학의 미해결 문제 목록
- 물리학의 미해결 문제 목록